# Ревматологія

Суглоби китиць, уражені вузлами Гебердена

Ревматологія (від ревматизм, який походить від грец. ρεύμα — потік або річка, і грец. λόγος — наука) — клінічний розділ внутрішньої медицини, в якому вивчаються питання етіології, діагностики, лікування та профілактики ревматичних захворювань. Лікуванням ревматичних захворювань займається лікар-ревматолог.
До ревматичних захворювань, які є предметом вивчення ревматології, належать як хвороби, що перебігають із переважним ураженням суглобів, у тому числі ревматизм, системні захворювання сполучної тканини, системні васкуліти, а також аутоімунні захворювання.

## Історія
Перші описи ревматизму, подагри та системної склеродермії належать ще Гіппократу, а вперше запровадив термін ревматизм грецький лікар давньоримської доби Клавдій Гален. Системну природу уражень при ревматизмі уперше зазначив французький лікар Гільом де Беллу у XVI столітті. У кінці XVII століття Томас Сіденгам уперше повністю описав клінічну картину подагри, а в 1683 році Антоні ван Левенгук уперше виявив сечову кислоту під мікроскопом в кристалах, взятих із тофуса хворих подагрою, а в 1848 році англійський лікар Альфред Берінг Гарод доказав, що надлишок сечової кислоти в крові є причиною подагри. У 1800 році Августін-Якоб Андре-Бове вперше описав клінічну картину ревматоїдного артриту, а в 1858 році Гарро уперше запропонував сам термін «ревматоїдний артрит», відділивши його від подагри. У 1845 році Фердинанд фон Гебра уперше описав характерний висип на обличчі при системному червоному вовчаку, а в 1895 році Вільям Ослер уперше описав клінічну картину цього захворювання. У кінці ХІХ століття незалежно один від одного картину анкілозуючого спондилоартриту описали Володимир Бехтерєв, Адольф Штрюмпель і П'єр Марі.
У 1928 році Пембертон організував у США перший комітет із лікування ревматизму, який у 1988 році отримав назву Американського товариства ревматологів. У 1940 році Бернард Комро уперше запропонував термін «ревматолог» для лікарів, які лікують захворювання суглобів. У 1947 році на конгресі в Копенгагені та Орхусі створена Європейська антиревматична ліга лікарів, які лікують захворювання ревматичних і м'язово-скелетних захворювань. У 1949 році Адрієнн Голландер уперше використав у своєму підручнику з лікування артритів термін «ревматологія».

## Співпраця з іншими галузями медицини
Ревматологія найбільш тісно пов'язана у своїй роботі із такими медичними спеціальностями, як кардіологія (у лікуванні та діагностиці ревматичних вад серця і септичного ендокардиту) та травматологією з ортопедією (у лікуванні та діагностиці різних видів артритів, бурситів, міозитів). Ревматологія також у діагностиці гнійних артритів, бурситів та остеомієлітів пов'язана з хірургією. У вивченні системних та аутоімунних захворювань ревматологія тісно співпрацює з імунологією. У випадку ревматичних захворювань із ураженням нирок ревматологія співпрацює з нефрологією. У випадку уражень легень при системних захворюваннях сполучної тканини ревматологія тісно співпрацює з пульмонологією. При змінах у клінічному аналізі крові, що дають підстави запідозрити захворювання крові, ревматологія співпрацює з гематологією. За необхідності ревматологія також співпрацює з ендокринологією, неврологією, інфектологією, спортивною медициною та іншими медичними галузями.

## Ревматичні захворювання

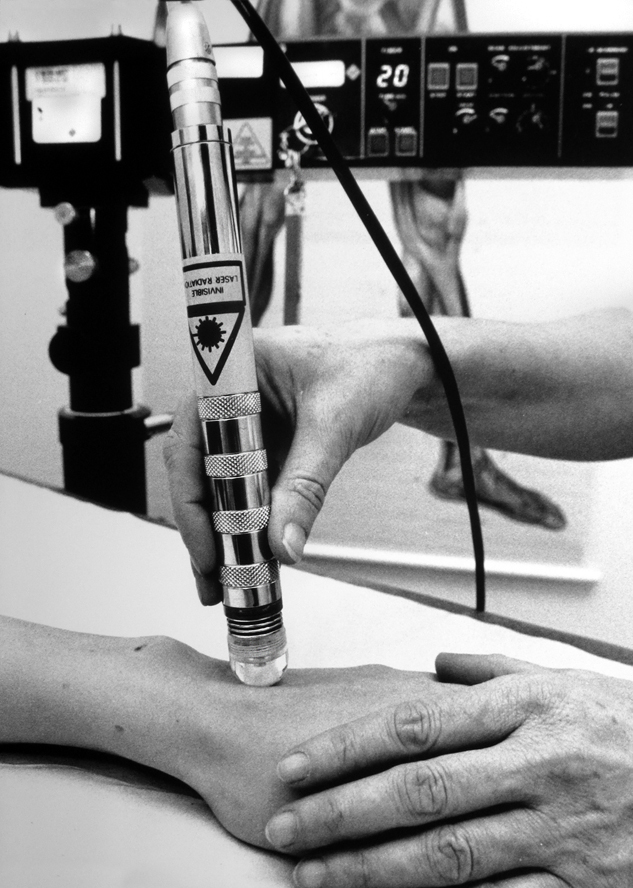
Лікування ревматизму за допомогою гелій-неонового лазера.

Предметом вивчення ревматології є ревматичні захворювання. До них належать як сам ревматизм (у тому числі гостра ревматична гарячка та набуті ревматичні вади серця), хвороби суглобів, системні васкуліти та системні захворювання сполучної тканини.

### Хвороби суглобів
- Мікрокристалічні артрити
Подагра
Пірофосфатна артропатія
- Псоріатичний артрит
- Реактивні артрити
Синдром Райтера
- Ревматоїдний артрит
Ювенільний ревматоїдний артрит
Синдром Фелті
- Остеоартроз
- Ревматичні захворювання навколосуглобових м'яких тканин
- Анкілозуючий спондилоартрит (хвороба Бехтерєва)

### Системні васкуліти
- Геморагічний васкуліт
- Синдром Вегенера
- Мікроскопічний поліартеріїт
- Гігантоклітинний артеріїт (височний артеріїт, хвороба Хортона)
- Синдром Гудпасчера (легенево-нирковий синдром)
- Синдром Такаясу (аорто-артеріїт)
- Облітеруючий тромбангіїт
- Вузликовий періартеріїт
- Хвороба Рейно

### Дифузні хвороби сполучної тканини
- Системний червоний вовчак
- Дерматоміозит (поліміозит)
- Системна склеродермія
- Змішане сполучнотканинне захворювання (синдром Шарпа)
- Антифосфоліпідний синдром і його варіант катастрофічний антифосфоліпідний синдром (синдром Ашерсона)
- Синдром Шегрена
- Синдром Бехчета

## Діагностичні методи
Первинними методами діагностичного обстеження в ревматології є клінічний аналіз крові, клінічний аналіз сечі, а також біохімічний аналіз крові та первинне імунологічне дослідження крові (з виявленням у крові ревматоїдного фактору). При ураженні суглобів проводиться рентгенологічне обстеження суглобів, за необхідності й інших уражених органів. Для уточнення діагнозу може проводитись комп'ютерна томографія або магнітно-резонансна томографія суглобів, а також артрографія — введення рентгендіагностичних препаратів в порожнину суглоба із подальшим проведенням рентгенологічного обстеження. За необхідності проводиться ультразвукове обстеження суглобів, аналіз синовіальної рідини уражених суглобів, сцинтиграфія уражених органів. З інструментальних методів обстеження в ревматології використосується артроскопія, а також біопсія уражених ділянок. Для уточнення діагнозу застосовуються також імунологічні методи обстеження, які дають можливість виявлення антитіл, характерних для відповідних нозологій.

## Лікування
У лікуванні ревматологічних захворювань поєднуються як медикаментозна терапія, так і кінезітерапія та фізіотерапія, а також санаторно-курортне лікування. Із медикаментозних засобів у лікуванні ревматологічних захворювань застосовуються нестероїдні протизапальні препарати, кортикостероїди (як місцевої, так і системної дії), а також хворобо-модифікуючі препарати, які можуть відноситись до класів цитостатиків та імунодепресантів (зокрема, метотрексат, лефлуномід, сульфасалазин, салазопіридазин). Із новітніх груп препаратів у лікуванні ревматологічних захворювань застосовуються моноклональні антитіла, зокрема інгібітори рецепторів фактору некрозу пухлини, а також інгібітори рецепторів інтерлейкінів.